# Votemos
Votemos es una película española de comedia de 2025, escrita y dirigida por Santiago Requejo en base a un argumento que coescribió con Javier Lorenzo y Raúl Barranco, a su vez basado en el cortometraje de 2021 Votamos, que fue originalmente escrito por Requejo. Está protagonizada por un reparto coral formado por Clara Lago, Tito Valverde, Gonzalo de Castro, Raúl Fernández de Pablo, Neus Sanz, Christian Checa y Charo Reina. Tiene previsto su estreno en cines españoles para el 13 de junio de 2025, de la mano de DeAPlaneta.

## Trama
Una junta de vecinos que se reúne para votar sobre un cambio de ascensor da un vuelco de 180 grados cuando uno de los propietarios desvela que su apartamento va a ser alquilado por un nuevo inquilino con problemas de salud mental

## Reparto
- Clara Lago como Nuria
- Tito Valverde como Fernando
- Gonzalo de Castro como Ricardo
- Raúl Fernández de Pablo como Alberto
- Neus Sanz como Maite
- Christian Checa como Lucas
- Charo Reina
- Pepe Carrasco

## Producción
En septiembre de 2024, se anunció que Santiago Requejo estaba desarrollando una expansión a largometraje de su cortometraje de 2021, Votamos. El 12 de noviembre de 2024, se anunció que el rodaje de la cinta había concluido en Madrid, con Clara Lago, Tito Valverde, Gonzalo de Castro, Raúl Fernández de Pablo, Neus Sanz, Christian Checa y Charo Reina como protagonistas. En abril de 2025, se confirmó que el título final de la película sería Votemos. Aunque se desconoce el presupuesto completo de la cinta, Votemos recibió 758.828,08 euros procedentes de la ayudas generales del ICAA.

## Lanzamiento y marketing
El 14 de abril de 2025, DeAPlaneta programó el estreno en cines de Votemos para el 14 de abril de 2025. El 8 de mayo de 2025, el tráiler de la película fue lanzado.